# Orquestra de Câmara Reina Sofía
A Orquesta de Cámara Reina Sofía (OCRS) é uma orquestra de câmara profissional espanhola, com sede na cidade de Madrid.

## História
A primeira interpretação da orquestra teve lugar no Teatro Real de Madrid em 1984, em um concerto presidido pela Rainha Sofia da Grécia.